# 科普利广场
科普利广场（英文：Copley Square），得名于画家约翰·辛格顿·科普利，是美国马萨诸塞州波士顿后湾地区的一个广场，周围是博伊尔斯顿街、克拉伦登街，圣詹姆斯大道，和达特茅斯街。

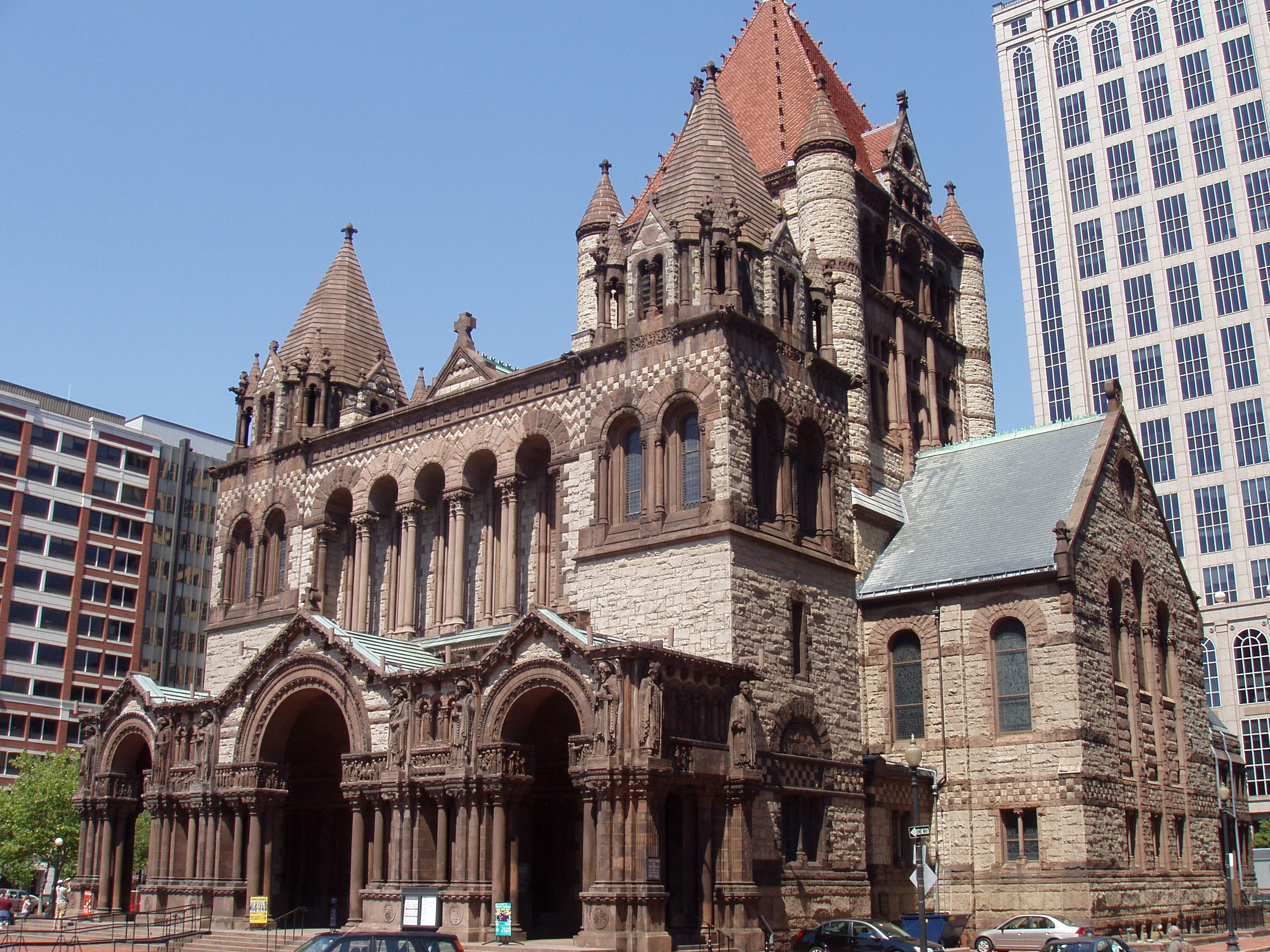
三一堂

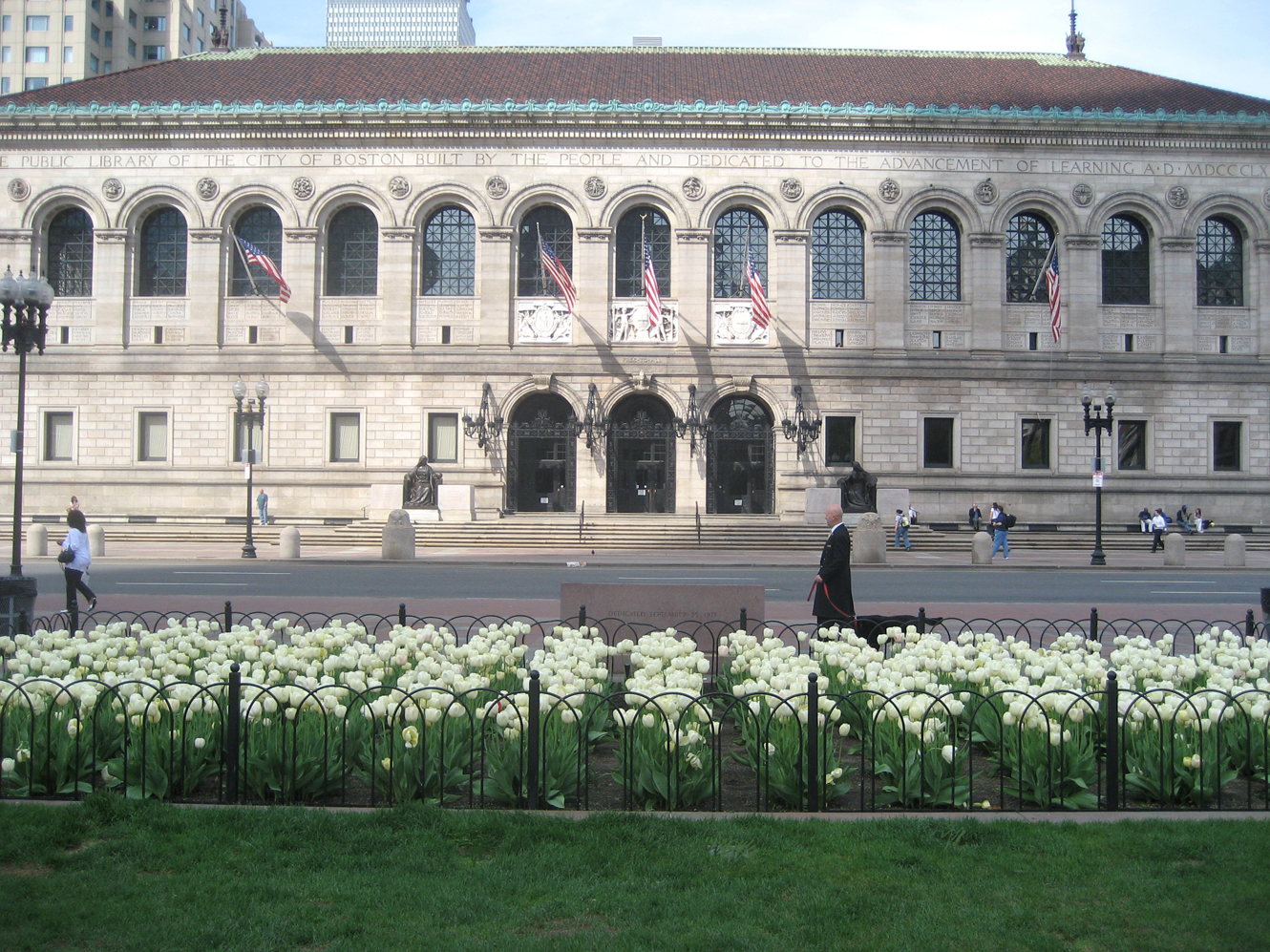
波士顿公共图书馆麦金楼

## 建筑
该广场聚集了许多数量和种类的重要的建筑作品，其中许多是正式的地标建筑，包括：老南教堂 (1873)、三一堂（1877）、波士顿公共图书馆麦金楼（1895）、费尔蒙科普利广场酒店（1912年）、约翰汉考克大厦（1976）等。

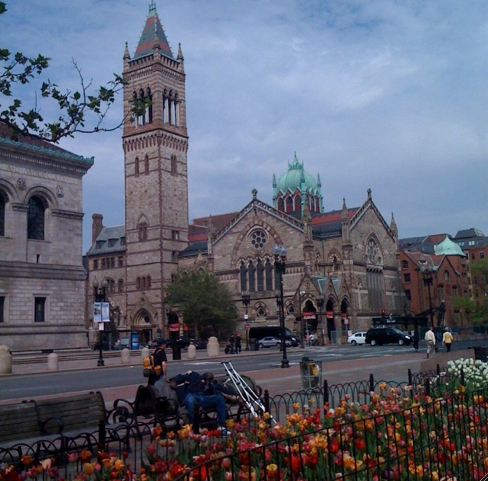
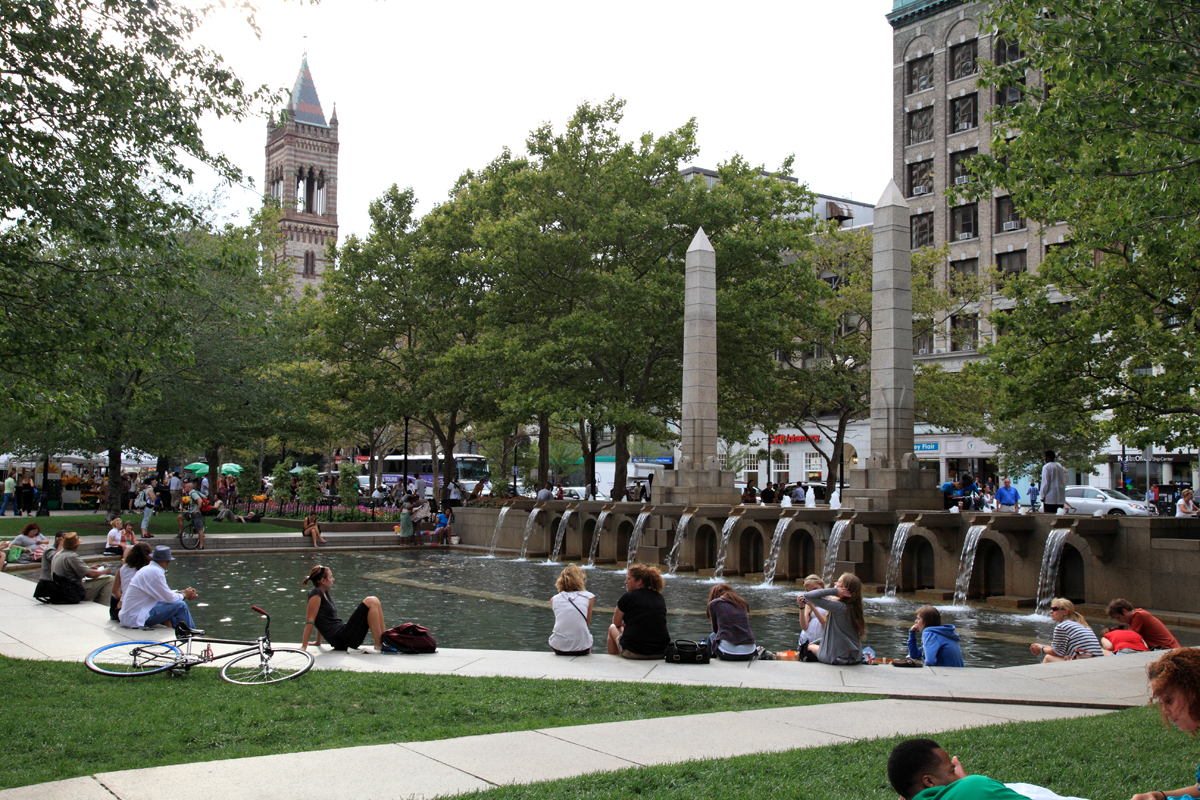
科普利广场喷泉